# (215100) 1992 RD
(215100) 1992 RD là một tiểu hành tinh vành đai chính. Nó được phát hiện bởi Robert H. McNaught ở Đài thiên văn Siding Spring ở Coonabarabran, New South Wales, Australia, ngày 2 tháng 9 năm 1992.